# Невилл, Сесилия
Сеси́лия Не́вилл, герцогиня Йоркская (англ. Cecily Neville; 3 мая 1415 — 31 мая 1495) — супруга Ричарда Плантагенета, герцога Йоркского, мать английских королей Эдуарда IV и Ричарда III. За своё происхождение Сесилия получила прозвище «Роза Рэби», а за надменность и темперамент — «Гордячка Цис». Кроме вспыльчивого характера, герцогиня Йоркская была известна своим благочестием. Сама Невилл в личной переписке подписывалась «Сесили».
Её муж, Ричард Плантагенет, был главным претендентом на английский трон от дома Йорков. Ричард Йорк был лордом-протектором при недееспособном короле Генрихе VI в 1453 и 1455 годах, однако в этот период он не предъявлял свои претензии на трон. В 1460 году Ричард был назван принцем Уэльским и вновь стал лордом-протектором Королевства, став де-факто правителем страны. Однако, не успев занять трон, Ричард был убит вместе с сыном Эдмундом и шурином графом Солсбери в битве при Уэйкфилде. Герцогиня Йоркская, едва не став королевой-консортом, стала матерью короля, когда в марте 1461 года был коронован её сын Эдуард IV. С 1464 года Сесилия носила титул Сесилия, мать короля и жена Ричарда в праве короля Англии и Франции и лорда Ирландии. В 1477 году по случаю бракосочетания её внука Ричарда Йоркского Сесилия получила новый титул «Сесилия, в праве королевы».

## Семья
Сесилия Невилл родилась 3 мая 1415 года в семейном замке Невиллов в графстве Дарем и была самой младшей из четырнадцати детей Ральфа Невилла, графа Уэстморленда, и леди Джоан Бофорт; кроме полнородных девяти братьев и четырёх сестёр у Сесилии было восемь единокровных братьев и сестёр (2 и 6 соответственно) от первого брака отца с Маргарет Стаффорд. По отцу Сесилия была внучкой Джона Невилла, барона Невилл из Рэби, и достопочтенной Мод Перси, дочери Генри Перси, барона Перси, и Идонеи Клиффорд; по материнской — Кэтрин Суинфорд и Джона Гонта, герцога Ланкастера, сына короля Англии Эдуарда III и Филиппы Геннегау, основателя дома Ланкастеров. Кроме того, по материнской линии Сесилия приходилась племянницей английскому королю Генриху IV Болингброку.
Сесилия была тёткой Ричарда Невилла, графа Уорика, известного как «делатель королей», а также двоюродной бабкой королевы-консорта Англии, дочери Уорика, Анны Невилл. Кроме того, Сесилия приходилась двоюродной прапрабабкой Кэтрин Парр, шестой жене правнука Сесилии Генриха VIII.

Семья Сесилии Невилл. «Часовая книга Невиллов», около 1427—1432
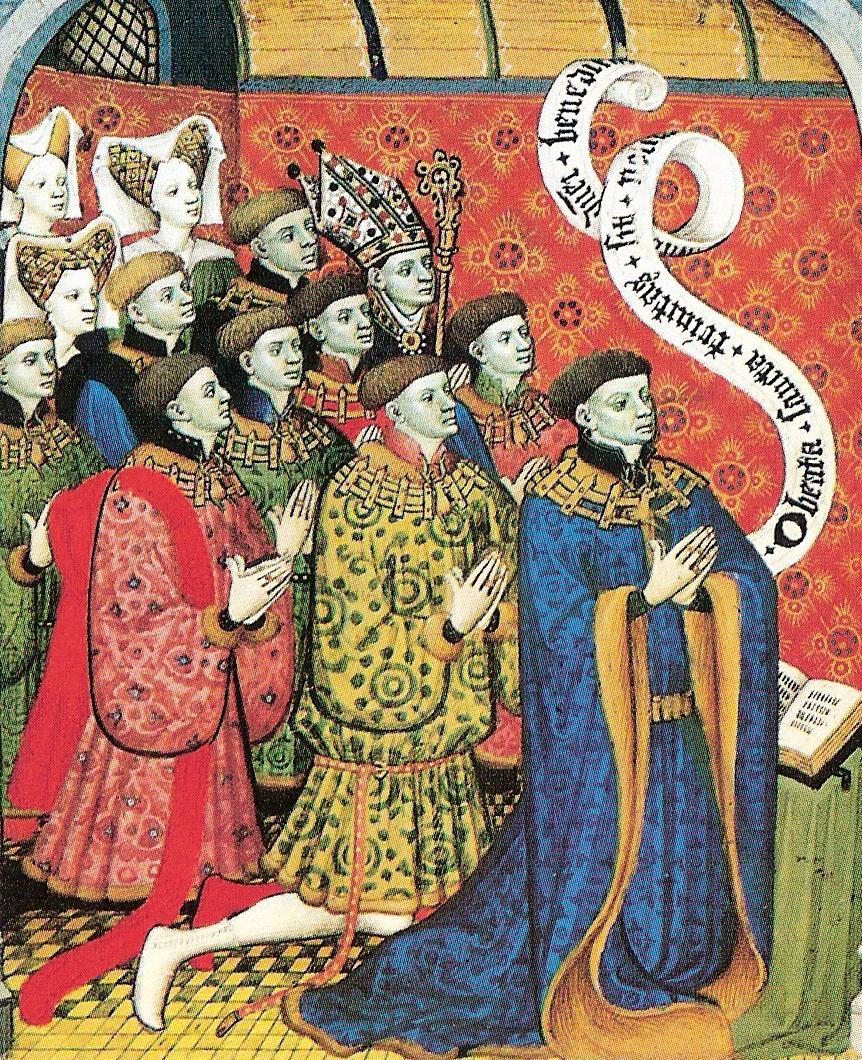
Ральф Невилл (отец) и его двенадцать детей
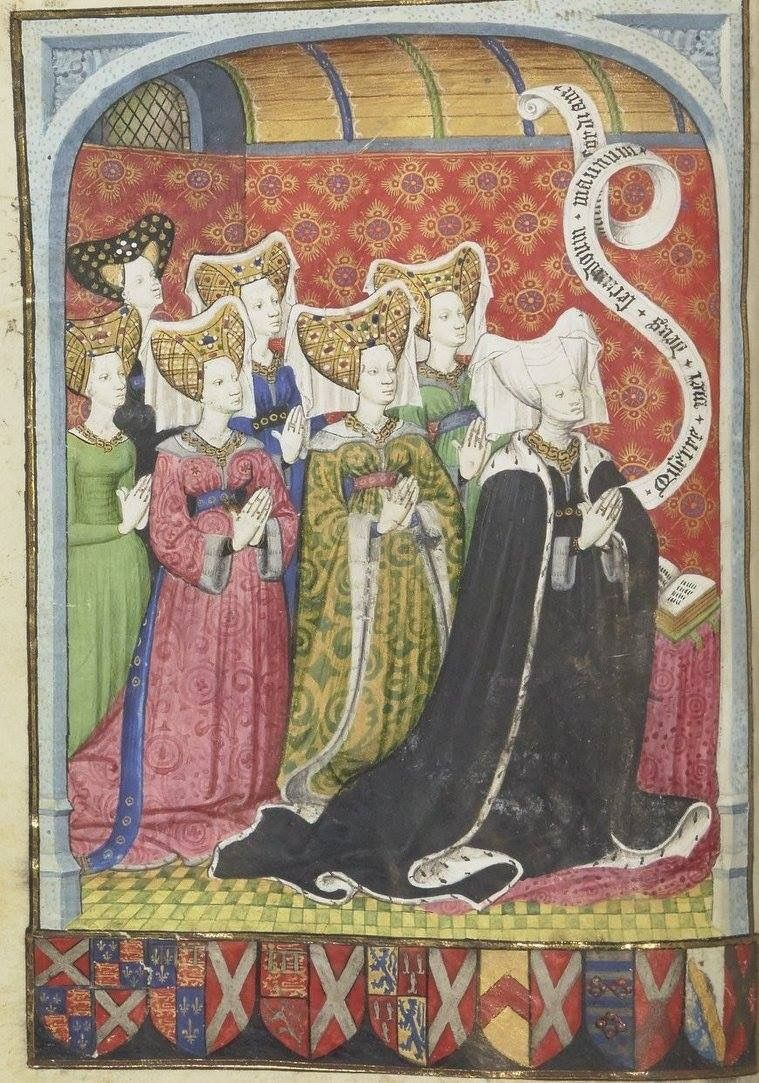
Джоан Бофорт (мать) и её 6 дочерей, в том числе и Сесилия

## Герцогиня Йоркская

Герб Сесилии Невилл как герцогини Йоркской.

Когда Сесилии было девять лет, Ральф Невилл обручил её со своим тринадцатилетним подопечным, Ричардом Плантагенетом. Ральф умер в октябре 1425 года, поручив заботу о Ричарде своей вдове, Джоан Бофорт. Сесилия и Ричард поженились в 1429 году; их первый ребёнок, девочка Джоан, родилась спустя 9 лет. В 1441 году Ричард был назначен королевским лейтенантом и генерал-губернатором Франции; вместе с ним Сесилия перебралась в Руан, где родился и умер их первый сын и третий ребёнок, Генри.
Следующий их сын, будущий король Эдуард IV, родился в Руане 28 апреля 1442 года и был сразу тайно крещён в небольшой часовне, что позже позволило его кузену, Ричарду Невиллу, и брату, Джорджу Кларенсу, обвинить Эдуарда в незаконнорожденности с целью сместить его с трона. Тем не менее, современные историки серьёзно заинтересованы этим вопросом и ссылаются к дате рождения Эдуарда: если предположить, что Эдуард родился в срок, то зачатие его произошло в отсутствие Ричарда Йоркского, чем и было обусловлено тайное крещение. Но существует и друга теория: Ричард, имея привилегии по службе, мог вернуться к жене в Руан на несколько дней, а тайное крещение было обусловлено политическим положением Ричарда в то время и опасениями за жизнь ребёнка. В любом случае, Ричард Йоркский признал ребёнка как своего, таким образом узаконив сына.
В 1454 году Ричард стал возмущаться действиями кузена Сесилии, Эдмунда Бофорта, герцога Сомерсета, Сесилия обратилась от имени мужа к королеве Маргарите. Когда у короля Генриха VI в том же году случился нервный срыв, Ричард Йоркский был рекомендован на должность Протектора.
После начала Войны роз Сесилия осела в замке Ладлоу, в то время, как Ричард бежал сначала в Ирландию, а затем в континентальную Европу. В то же время Сесилия тайно работала над делом Йорков. Когда парламент начал дебаты о судьбе герцога Йоркского и его сторонников в 1459 году, Сесилия отправилась в Лондон, чтобы просить за мужа. По некоторым данным, она убедила короля простить Ричарда, при условии, что он явится в парламент в течение восьми дней. Ричард не приехал и его земли были конфискованы, однако Сесилии удалось выбить для себя и детей субсидию в размере £600.
После победы Йорков в битве при Нортгемптоне Сесилия приехала в Лондон вместе с детьми, где поселилась у Джона Пэстона. Она носила королевский герб до того, как Ричард триумфально въехал в Лондон в сентябре. После того, как Ричард и его наследники были официально признаны преемниками короля Генриха актом Согласия, Сесилия стала считаться будущей королевой и даже получила копию английской хроники хрониста Джона Хардинга.
В битве при Уэйкфилде Ланкастеры одержали сокрушительную победу. Муж Сесилии, её сын Эдмунд и брат Ричард Солсбери оказались среди жертв. Сесилия отправила младших сыновей, Джорджа и Ричарда, ко двору Филиппа III Бургундского, тем самым заставив его присоединиться к партии Йорков.

## Мать королей
После смерти Ричарда Йорка борьбу против Ланкастеров успешно продолжил сын Сесилии Эдуард. Когда Сесилия переехала в Бейнардский замок, он стал штаб-квартирой Йорков; а когда Эдуард окончательно победил Ланкастеров, Сесилия стала могущественной королевой-матерью.
В начале правления Эдуарда Сесилия часто появлялась рядом с ним и поддерживала своим влиянием. В 1461 году Сесилия включила в свой герб английский герб, намекая на то, что её муж был правящим королём. Когда Эдуард женился на Елизавете Вудвилл, для неё были созданы новые покои, чтобы в покоях королевы могла остаться Сесилия.
В 1469 году племянник Сесилии, граф Уорик, на тот момент тесть Джорджа и будущий тесть Ричарда, сыновей Сесилии, восстал против короля Эдуарда. Уорик пустил слухи о том, что король был бастардом и реальным отцом его был вовсе не Ричард Йорк, а лучник по имени Блейбурн из Руана, чему якобы имелись доказательства. Если Эдуард и правда был бастардом, это значило, что настоящим королём должен быть другой сын Сесилии, герцог Кларенс, зять Уорика. Аналогичные обвинения были выдвинуты Уориком ранее в адрес Маргариты Анжуйской. Сесилия мало высказывалась на этот счёт, несмотря на то, что была публично обвинена в адюльтере. Она посетила Сэндвич, вероятно, в надежде примирить стороны. Когда восстание не удалось в первый раз, Сесилия позвала Эдуарда и Джорджа в Лондон, чтобы уладить разногласия между ними. Мир продлился недолго, но и в предстоящей войне Сесилия попыталась помирить сыновей.
Эдуард ненадолго был свергнут Уориком и Маргаритой Анжуйской и в течение примерно полугода (с октября 1470 по апрель 1471) на троне вновь оказался Генрих VI. Прежние отношения между Эдуардом и его братом Джорджем так больше не восстановились. Эдуард простил Джорджа и вернул его в семью, но позже Джордж вновь пошёл против короля и был казнён в Тауэре 18 февраля 1478 года.
Эдуард скончался неожиданно 9 апреля 1483 года, оставив двух сыновей — 13 и 10 лет. Младший сын Сесилии, Ричард, был назначен лордом-протектором при племяннике Эдуарде V, однако, малолетний король вместе с братом Ричардом был заперт в Тауэре, откуда они больше не вышли; судьба принцев в Тауэре до сих пор остаётся загадкой. Дальнейшие «изыскания» доказали, что брак Эдуарда IV с Елизаветой Вудвилл был недействителен; детей покойного короля объявили бастардами, таким образом сделав Ричарда, герцога Глостера, законным королём. Ричард III был коронован 6 июля 1483 года. Сесилия вновь стала матерью короля. С новой королевой, Анной Невилл, внучатой племянницей Сесилии, у герцогини сложились прекрасные отношения: они проводили много времени вместе, обсуждая религиозные произведения.
Правление Ричарда оказалось недолгим: он был убит 22 августа 1485 года в битве при Босворте последним Ланкастером Генрихом Тюдором. После смерти Ричарда из всех детей Сесилии в живых остались только две дочери — Елизавета и Маргарет. 18 января 1486 года старшая внучка Сесилии, дочь Эдуарда и Елизаветы Вудвилл, Елизавета Йоркская вышла замуж за короля Генриха Тюдора и стала королевой. Сесилия посвятила себя религии, заработав таким образом репутацию весьма благочестивой женщины.
Сесилия Невилл, герцогиня Йоркская, скончалась 31 мая 1495 года и была похоронена рядом с мужем и сыном Эдмундом в церкви Св. Марии и всех Святых в Фотерингее с папской индульгенцией. Все последующие монархи, начиная с сына Елизаветы Йоркской, Генриха VIII, являются потомками Сесилии Невилл.
Сесилия стала именоваться «Сесилией, женой благородного принца Ричарда, покойного герцога Йоркского» с 1 апреля 1495 года. Право на такое именование было установлено за Сесилией судом прерогатив в Кентербери 27 августа того же года.

## Дети
От Ричарда Йоркского Сесилия родила тринадцать детей (5 девочек и 8 мальчиков), шестеро из которых скончались в детстве.
- Джоан (февраль 1438—в детстве)
- Анна (10 августа 1439—14 января 1476) — герцогиня Эксетер; была дважды замужем: первый раз — за Генри Холландом, герцогом Эксетером и графом Хантингдоном, от которого родила дочь Анну; второй раз — за Томасом Сент-Леджером, от которого тоже родила дочь Анну.
- Генри (р. и ум. 10 февраля 1441)
- Эдуард (28 апреля 1442—9 апреля 1483) — король Англии в 1461—1470 и 1471—1483 годах; женат на Елизавете Вудвилл, дочери Ричарда Вудвилла, графа Риверса, и Жакетты Люксембургской, от которой имел десять детей.
- Эдмунд (17 мая 1443—30 декабря 1460) — граф Ратленд; неженат, детей не имел.
- Елизавета (22 апреля 1444—после января 1503) — герцогиня Саффолк; была замужем за Джоном де Ла Полем, герцогом Саффолком, от которого родила одиннадцать детей.
- Маргарет (3 мая 1446—23 ноября 1503) — была замужем за герцогом Бургундии Карлом Смелым; детей не имела.
- Уильям (7 июля 1447—в детстве)
- Джон (7 ноября 1448—в детстве)
- Джордж (21 октября 1449—18 февраля 1478) — герцог Кларенс; был женат на Изабелле Невилл, старшей дочери «делателя королей» Ричарда Невилла, графа Уорика, и Анны Бошан, графини Уорик, от которой имел четверых детей.
- Томас (1450/1451—в детстве)
- Ричард (2 октября 1452—22 августа 1485) — король Англии в 1483—1485 годах; был женат на Анне Невилл, младшей дочери «делателя королей» Ричарда Невилла, графа Уорика, и Анны Бошан, графини Уорик, от которой имел сына Эдуарда.
- Урсула (22 июля 1455—в детстве)

## В культуре

### Кино и телевидение
Кино
- Ричард III (1911, роль исполнила Элинор Айкин)
- Ричард III (1955, роль исполнила Хелен Хэйи)
- Ричард III (1995, роль исполнила Мэгги Смит)
- Ричард III (2005, роль исполнила Дженет Мэй)
- Ричард III (2008, роль исполнила Энн Джеффрис)

Телевидение
- Эпоха королей[англ.] (1960, роль исполнили Вайолет Карсон и Мэри Лоу)
- Война роз[англ.] (1965, роль исполнила Медолин Томас)
- Третья часть Генриха Шестого и Трагедия Ричарда III (1983, роль исполнила Аннет Кросби)
- Шекспир: Великие комедии и трагедии (1994, Сесилию озвучила Элеанор Брон)
- Пустая корона (2012, роль исполнили Люси Робинсон и Джуди Денч)
- Белая королева (2013) и Белая принцесса (2017), роль исполнила Кэролайн Гудолл